# Dlaczego mi nie powiedziałeś?
Dlaczego mi nie powiedziałeś? (tytuł oryg. Me Him Her) – amerykański film fabularny z 2015 roku, którego reżyserem i scenarzystą jest Max Landis. Pełnometrażowy debiut Landisa, komedia o tematyce LGBT. W rolach głównych wystąpili w filmie Luke Bracey, Dustin Milligan i Emily Meade. Główny bohater filmu, Cory, odwiedza swojego przyjaciela, który dokonał przed nim coming outu podczas rozmowy telefonicznej. Na miejscu zakochuje się w lesbijce. W rolach drugoplanowych pojawiają się w komedii Geena Davis, Scott Bakula i Angela Sarafyan. Projekt miał swoją premierę 5 czerwca 2015 w trakcie Międzynarodowego Festiwalu Filmowego w Seattle. W Polsce wydany został w systemach VOD w styczniu 2016. Za realizację tego filmu Max Landis został nominowany do nagrody New American Cinema.

## Opis fabuły
W trakcie rozmowy telefonicznej Brendan zwierza się swojemu przyjacielowi, że jest homoseksualistą. Cory nie jest zaskoczony − wiedział o tym od dawna. Postanawia jednak odwiedzić kolegę, dla którego coming out jest trudnym doświadczeniem. Brendan mieszka w Los Angeles i jest gwiazdorem telewizyjnym. Ma wielu fanów, a jego menedżerowie wolą, by ukrywał swoją orientację. Cory towarzyszy Brendanowi podczas wyjścia do gejowskiego klubu. Tam poznaje Gabbi, interesującą młodą dziewczynę, która właśnie została porzucona przez ukochaną. Spędzają ze sobą wieczór, a nawet uprawiają seks. Gabbi boi się, że Cory może zainteresować ją jako potencjalny partner. Cory zakochuje się w Gabbi.

## Obsada
| - Luke Bracey − Brendan Ehrlick - Dustin Milligan − Cory Isaacson - Emily Meade − Gabbi - Angela Sarafyan − Heather Frost - Geena Davis − pani Ehrlick - Scott Bakula − pan Ehrlick - Alia Shawkat − Laura - Jake McDorman − Griffin - Rebecca Drysdale − Kris - Casey Wilson − Cynthia | - Kyle Bornheimer − Steve - Miles Fisher − Scotty - Frank Cappello − Scrot Dobfim - Chris Hardwick − Culk Didip - Kyle Mooney − Moot Morezit - Zena Grey − wróżka - Max Landis − uczestnik imprezy - Haley Joel Osment − on sam - Dolph Ziggler (w czołówce jako Nic Nemeth; niewymieniony w czołówce) - Lance Henriksen − nieznajomy (niewymieniony w czołówce) |

## Produkcja
W listopadzie 2012 roku do informacji publicznej podano, że Max Landis, dotychczas znany jako scenarzysta widowiska science-fiction Kronika, zadebiutuje w roli reżysera, kręcąc film przy współudziale niezależnej wytwórni Big Beach. Jak ogłoszono na łamach magazynu Variety, początek produkcji datowano na wiosnę lub lato przyszłego roku. Jako producentów podano Petera Sarafa i Marka Turtletauba (Mała miss). W połowie lipca 2013 zapowiedziano, że film będzie przejawiał surrealistyczną naturę, a także ujawniono nazwiska trojga głównych aktorów: byli nimi Luke Bracey, Dustin Milligan i Emily Meade. W sierpniu 2013 ogłoszono, że obsadę projektu zasilili Angela Sarafyan (mająca zagrać antagonistkę, Heather Frost) oraz wrestler Dolph Ziggler, debiutujący jako aktor. Dwa miesiące później obwieszczono, że w Dlaczego mi nie powiedziałeś? grają także Haley Joel Osment, Geena Davis, Alia Shawkat oraz Scott Bakula. Osment wcielił się w fikcyjną wersję samego siebie, a jego występ był rolą cameo. Zdjęcia realizowano w Los Angeles, począwszy od drugiej połowy sierpnia 2013. Szacowany budżet produkcyjny wynosił pięć milionów dolarów.
Wypowiadając się na temat filmowego scenariusza, Landis powiedział: "Ten skrypt jest zupełnie inny niż wszystko, co dotąd napisałem. Zazwyczaj piszę scenariusze, na podstawie których realizowane jest później inteligentne, wakacyjne kino akcji, albo kino gatunkowe. Ten projekt będzie głęboko intymny, będzie opowiadał o związkach i tożsamości." Zapowiadając obraz, producenci Peter Saraf i Marc Turtletaub dodali: "Nieokiełznana wyobraźnia Maksa wyśniła fantastyczny świat, w którym bardzo prawdziwi ludzie borykają się z bardzo realnymi dylematami emocjonalnymi. Film jest histerycznie śmieszny, jesteśmy podekscytowani, że zostanie pokazany światu."

## Wydanie filmu
Światowa premiera filmu odbyła się 5 czerwca 2015 w trakcie Międzynarodowego Festiwalu Filmowego w Seattle. 8 stycznia 2016 obraz wydano w Polsce w serwisach typu "wideo na życzenie". OutFilm.pl dystrybuował komedię pod tytułem Dlaczego mi nie powiedziałeś?, zapowiadając ją jako nakręconą "na wesoło", z "zakręconą fabułą". Także w styczniu prawa do dystrybucji projektu nabyła firma FilmBuff. 11 marca 2016 film miał swoją komercyjną premierę na terenie Stanów Zjednoczonych.

## Odbiór
Amy Nicholson, współpracująca z witryną MTV.com, okrzyknęła Landisa jako "Woody'ego Allena pokolenia Y". Ponadto pisała: "Umysł Landisa to klatka pełna zapalonych, wściekłych idei. Prędzej niż je okiełznać, reżyser woli otworzyć klatkę i wypuścić potwory na wolność." Armond White (Out Magazine) chwalił decyzje reżyserskie Landisa, zwłaszcza fakt, że nie uczynił on swojej komedii romantycznej "heteronormatywną" oraz postanowił "celebrować wszystkie tożsamości seksualne". Maysa Hattab (PopMatters.com) uznała Dlaczego mi nie powiedziałeś? za "poczciwą", "uroczą" komedię. W recenzji pisanej na stronę wyvernqueen.com stwierdzono, że film przejawia "świetny humor", jednak pozostaje produkcją "wadliwą". Według Lary Zarum (The Village Voice), film jest "pełen życia", ale nosi "mętne przesłanie".

## Nagrody i wyróżnienia
- 2015, Międzynarodowy Festiwal Filmowy w Seattle:
  - nominacja do nagrody New American Cinema (wyróżniony: Max Landis)[2]